# مسعود بن فهد المسردي
مسعود بن فهد المسردي كاتب وباحث سعودي مهتم بتراث وتاريخ الجزيرة العربية. ولد عام 1981م. صدر له العديد من المؤلفات التي تنوعت بين الجغرافيا والتاريخ وسير الأعلام.

## إصدارات
| م | الإصدار | سنة النشر | ملاحظات                                                                 |
| - | --- | --------- | ----------------------------------------------------------------------- |
| 1 | جاش: عبق الماضي وإنجاز الحاضر                                                                                    | 2009م     | بحث عن بلدة جاش التي تقع جنوب المملكة العربية السعودية.                 |
| 2 | سعد الجنيدل: عالية نجد ونجد العالية                                                                              | 2014م     | عرض فيه المؤلف سيرة الأديب السعودي سعد بن جنيدل.                        |
| 3 | سعيدان بن مساعد مطوع نفي حياته وشعره                                                                             | 2016م     | عن سيرة حياة مطوع نفي وأشعاره.                                          |
| 4 | أمن الحج في أعين شعراء الجنوب: جنوبي المملكة العربية السعودية خلال الفترة من (1351هـ - 1380هـ) دراسة أدبية موجزة | 2016م     | [ 6 ]                                                                   |
| 5 | دليل ببليوجرافي: للمصادر والمراجع الخاصة عن قبيلة قحطان من (.... وحتى عام 1436هـ                                 | 2016      | [ 7 ]                                                                   |
| 6 | من ذاكرة حراج ابن قاسم الثقافية: سيرة الوراق أحمد كلاس                                                           | 2020م     | صدر عن دار الثلوثية. وتحدث فيه عن سيرة واحد من أشهر وراقي حراج ابن قاسم |
| 7 | الكتب البلدانية عن المملكة العربية السعودية (ببلوجرافيا بالكتب المطبوعة، والرسائل العلمية)                       | 2020م     | بالاشتراك مع محمد بن أحمد مُعبر.                                         |
| 8 | صبا ثهلان: شعر سعد بن عبد الله بن جنيدل (1343 - 1427هـ)                                                          | 2023م     |                                                                         |
| 9 | الإبل الزُّرق: أصولها وأنواعها وصورتها في الموروث الشعبي                                                           | 2024م     | [ 10 ] [ 11 ]                                                           |

## الجوائز
- حاصل على جائزة الدكتور عبد الله بن محمد أبو داهش للبحث العلمي في دورتها الثالثة عام 2012م، وذلك عن بحثه (أمن الحج في أعين شعراء جنوب المملكة العربية السعودية خلال الفترة من 1351هـ - 1380هـ).[12]
- في أكتوبر 2024م فازت وكالة الأنباء السعودية (واس) بجائزة "فانا ميديا 2024" لأحسن تقرير المقدّمة من اتحاد وكالات الأنباء العربية (فانا) عن التقرير الذي أعدّه مسعود بن فهد المسردي بالاشتراك مع فهد العواد من القسم الثقافي في واس بعنوان «حداء الإبل.. لغة للتواصل بين الإبل وأهلها ضمن التراث السعودي الثقافي غير المادي».[13][14]